# 裸童

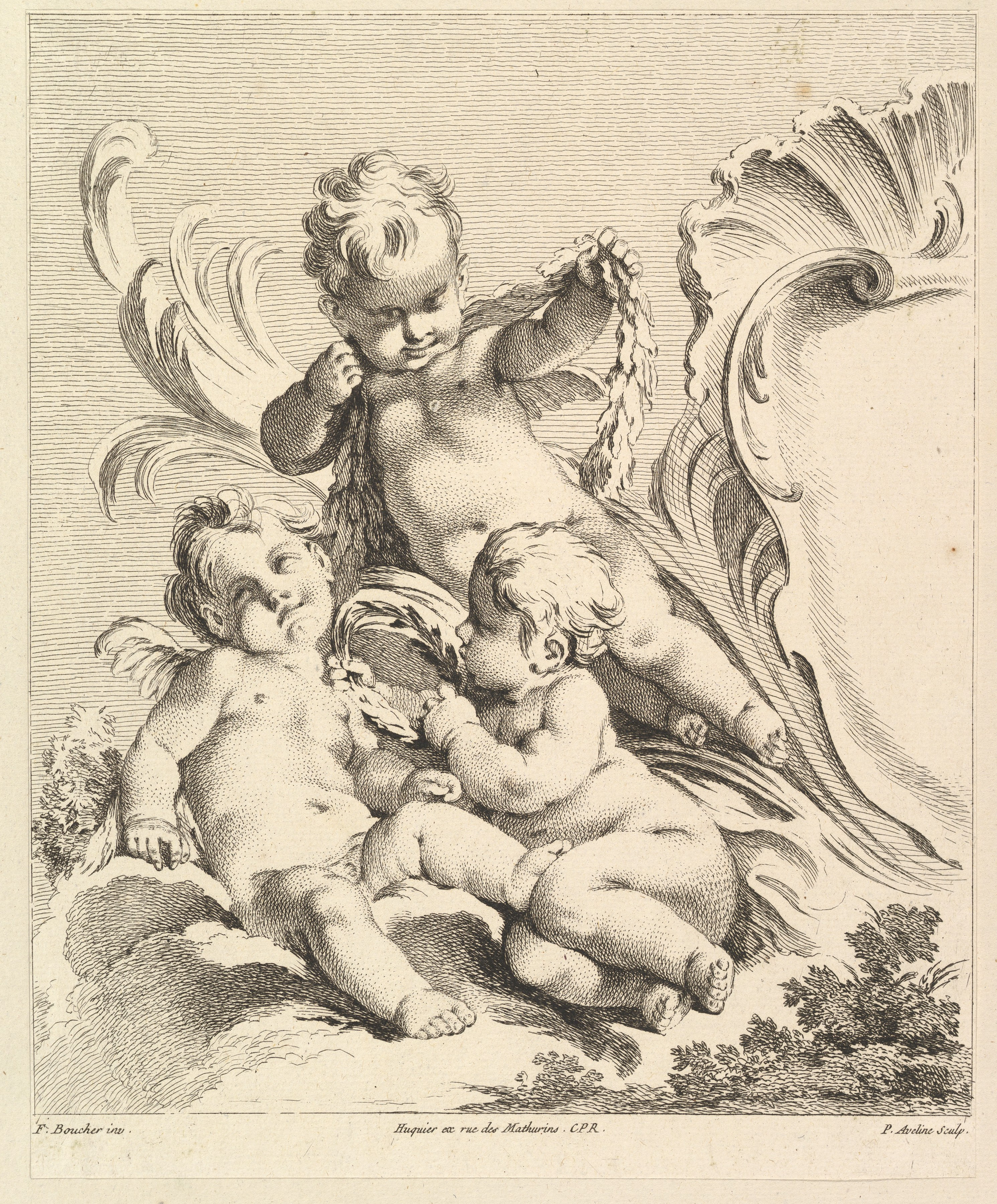
《三位裸童與卷軸飾紋》，弗朗索瓦·布歇，約1727–1760年，蝕刻與雕版，收藏於紐約大都會藝術博物館。

裸童（義大利語：[ˈputto]; plural putti [ˈputti]），或稱小天使、普蒂。是一種藝術中常見的形象，通常描繪為一位胖嘟嘟、赤裸的男童，常帶有翅膀。裸童最初在象徵意義上與世俗的情慾相關，後來在宗教藝術中逐漸轉化為嬰兒天使的象徵。
裸童形象源自古希腊罗马神话，後來廣泛應用於裝飾藝術中。然而，裸童的圖像語彙相對模糊，常與丘比特或其他天使混淆，缺乏明確且固定的象徵標誌。因此，其意涵與角色多依作品情境而定。代表邱比特的裸童常被稱為阿莫里諾（amorino，複數amorini）或阿莫雷托（amoretto，複數amoretti）。

## 語源
「putti」是義大利語「putto」的複數形式。「putto」一詞源自拉丁語的「putus」，意指「男孩」或「小孩」。在現代義大利語中，「putto」通常指帶翅膀的幼童天使，或較少見地指幼兒男童。此詞可能與印歐語系中表示「男孩」的詞根相關，例如梵語「putra」（意為「男童」，不同於「兒子」）、阿維斯陀語「puθra-」、古波斯語「puça-」、中古波斯语「pus」與「pusar」（皆意為「兒子」），以及現代波斯語「pesar」（意為「男孩」、「兒子」）。

## 歷史

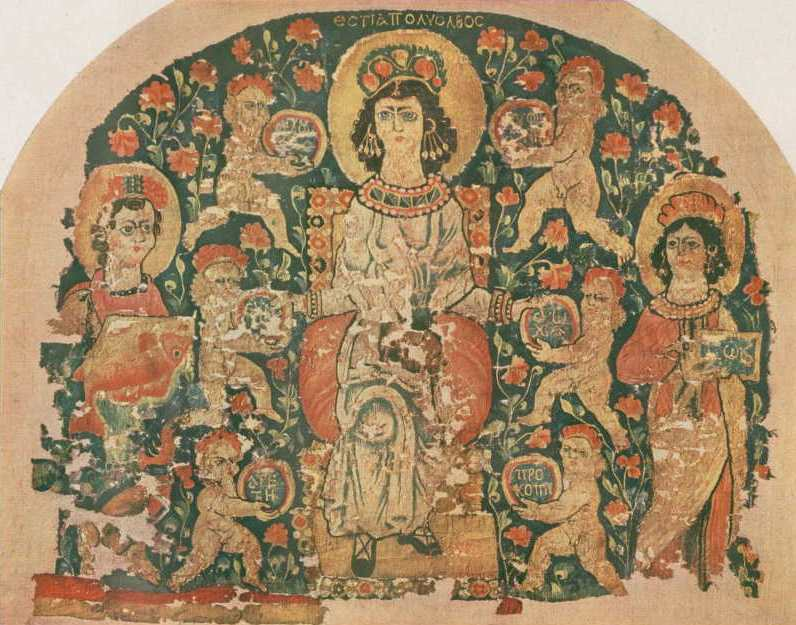
拜占庭掛毯《赫斯提亞掛毯》中的六位裸童侍奉女神赫斯提亞，約6世紀，織毯作品，收藏於華盛頓特區的唐伯頓橡樹園。

裸童形象在西方藝術史的源頭，可追溯至古希臘的愛神厄洛斯厄洛斯，在羅馬神話體系中則稱為阿莫爾或丘比特。也可能源自羅馬的守護靈格尼烏斯或希臘的代蒙。隨著時間演進，厄洛斯與丘比特的形象逐漸年輕化，並由單一個體發展為成群結隊的形象，這些裸童常伴隨神祇出現，廣泛應用於希臘化及羅馬藝術的建築裝飾、石棺雕刻、壁畫、寶石與印章中，其形象有時帶翅膀，有時則無。
早期基督教時期，厄洛斯-丘比特的形象被轉化為守護靈，象徵每個孩童擁有一位守護天使。然而，在地下墓穴壁畫及早期基督教堂的裝飾中，裸童形象多以採摘葡萄及釀酒的裸童形態出現，這些形象進一步轉化為象徵永生的聖體聖事符號。
進入中世紀後，裸童形象在基督教藝術中幾乎消失。隨著教會逐漸與基督教神秘主義割裂，裸童以古典裸童形態出現的場景不再被接受。丘比特的情色象徵亦被教會視為異端，開始被描繪成魔鬼的化身，其形象失去原有的歡愉感，轉為陰森恐怖，甚至在14世紀演變成擁有動物腿的惡魔形象。

### 文藝復興時期

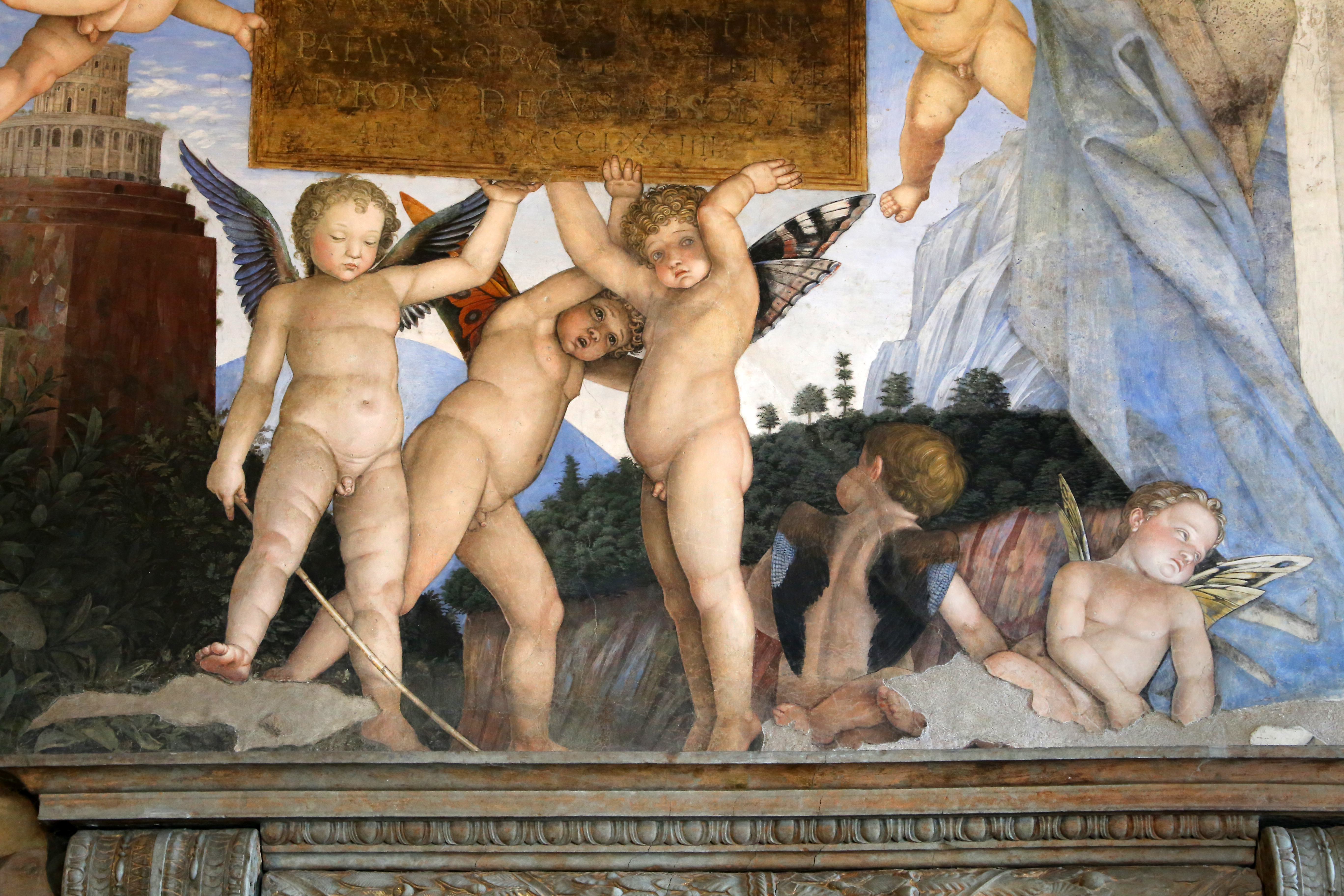
曼托瓦的公爵宮內《婚礼房》中的小裸童細節，安德烈亚·曼特尼亚創作，1465–1474年。

裸童的古典風格首次明確出現，可追溯至雕塑家雅各布·德拉·奎爾恰於1406年為盧卡領主保羅·圭尼吉之妻伊拉麗亞·德爾·卡雷托所製作的墓碑。該墓碑置於卢卡主教座堂，是一座帶有中世紀風格的石棺，上方安放亡者雕像，周圍則環繞著一系列經典的有翼裸童雕飾，姿態各異，頸掛果實花環。雖然這些裸童兼具葬禮象徵意義，但雅各布則以古羅馬雕塑模型為藍本，率先重現後來文藝復興的裸童形象。
此後，佛羅倫斯雕塑家多那太羅被廣泛視為裸童形象復興的關鍵人物。1423年至1425年間，他受委託為佛罗伦萨圣弥额尔教堂外牆壁龕雕刻了托盧茲聖路易雕像。多納太羅運用其標誌性的「壓印浮雕」技法，雕刻出兩位持緞帶的裸童，以及多個天使頭像。首次將裸童形象融入他的雕塑之中。此後，他將裸童的形象進一步拓展為純粹的裝飾性與點綴元素。例如為佛羅倫斯聖十字聖殿創作的《卡瓦爾康蒂天使報喜》中，即可見裸童融入場景的表現。多納太羅在部分作品的書面合約中將裸童稱為「小靈」（spiritelli）。此後，裸童形象開始廣泛出現在以古典神話為題材的藝術作品中，包含拉斐爾的《西斯廷聖母》，畫面下方兩位裸童即為典型代表。
多納太羅創作的裸童形象多樣，有些具備較成熟且帶有頑皮甚至不甚純潔的特質，如銅像《阿摩雷－阿提斯》，類似的較成熟裸童形象亦見於約1400年前後恩布里亞奇工作坊邊框的帶翼少年圖像。1446年至1453年間，多納太羅花費數年時間製作帕多瓦圣安多尼圣殿祭壇雕塑群，其中包括多尊聖人雕像及聖母子像。祭壇裝飾中亦有多個裸童形象。
此後，裸童通常作為裝飾性元素出現在宗教與世俗作品中，較少直接參與敘事。其形象常見於兩種基本形式：一為沉睡，另一則為手持動物或象徵物品而站立。

### 後期
多納太羅在帕多瓦的作品日後啟發了義大利北部大多數遵循風格的藝術家，如安德烈亚·曼特尼亚，因此從1450年起，多那太羅的裸童類型在義大利北部變得很普遍。裸童後在16世紀初傳入荷蘭與德國，並在矯飾主義及晚期文藝復興藝術中廣為流行，巴洛克時期的天頂濕壁畫中更是常見這些形象。19世紀，裸童形象再度復興，常見於法兰西艺术院領導的學院藝術作品，並出現在商業廣告及古斯塔夫·多雷為《瘋狂奧蘭多》繪製的插畫中。

## 藝術史
裸童的史学史相對簡略。雖多數藝術史學者認可其在藝術史上的重要性，但深入專題研究較少。其中具有學術價值的研究著作之一為美國藝術史學家查爾斯·丹普西所著《文藝復興裸童的發明》（Inventing the Renaissance Putto）。

## 範例

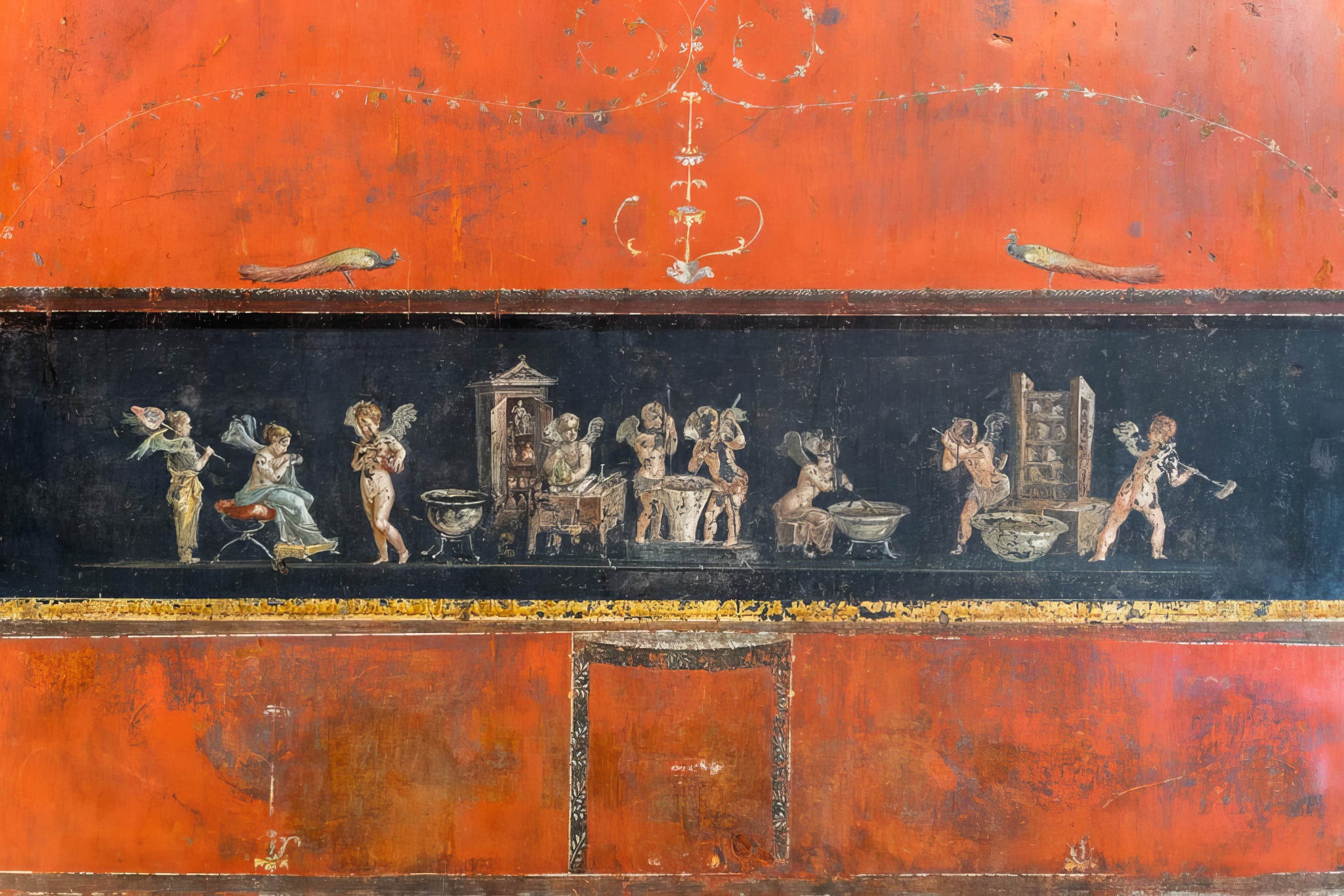
具有羅馬裸童的楣，西元75-79年，義大利龐貝維提之家
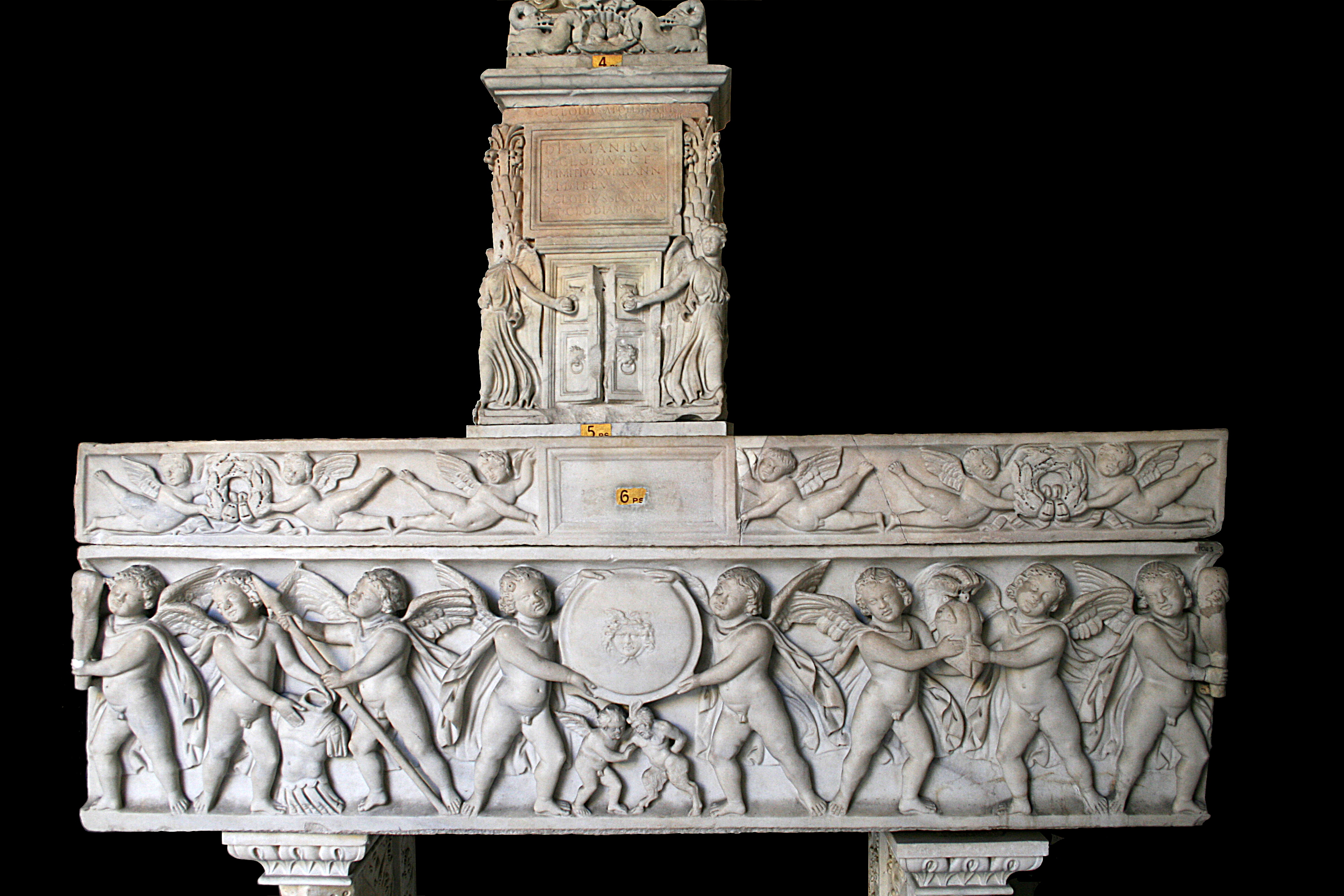
具有羅馬裸童的石棺，約西元160年，大理石，義大利羅馬梵蒂岡博物館典藏
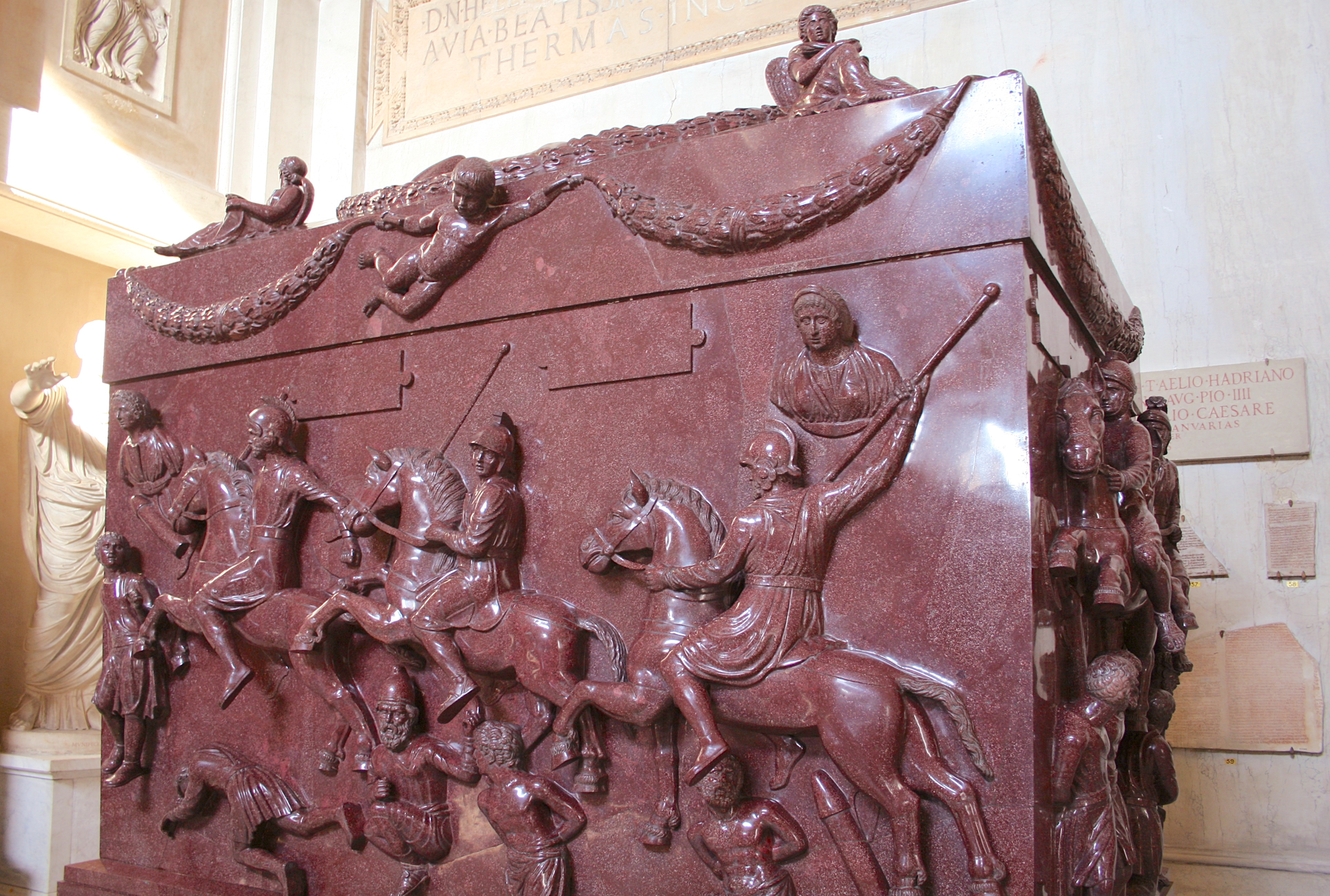
海倫娜石棺上的羅馬裸童像，4世紀，斑岩，梵蒂岡博物館典藏
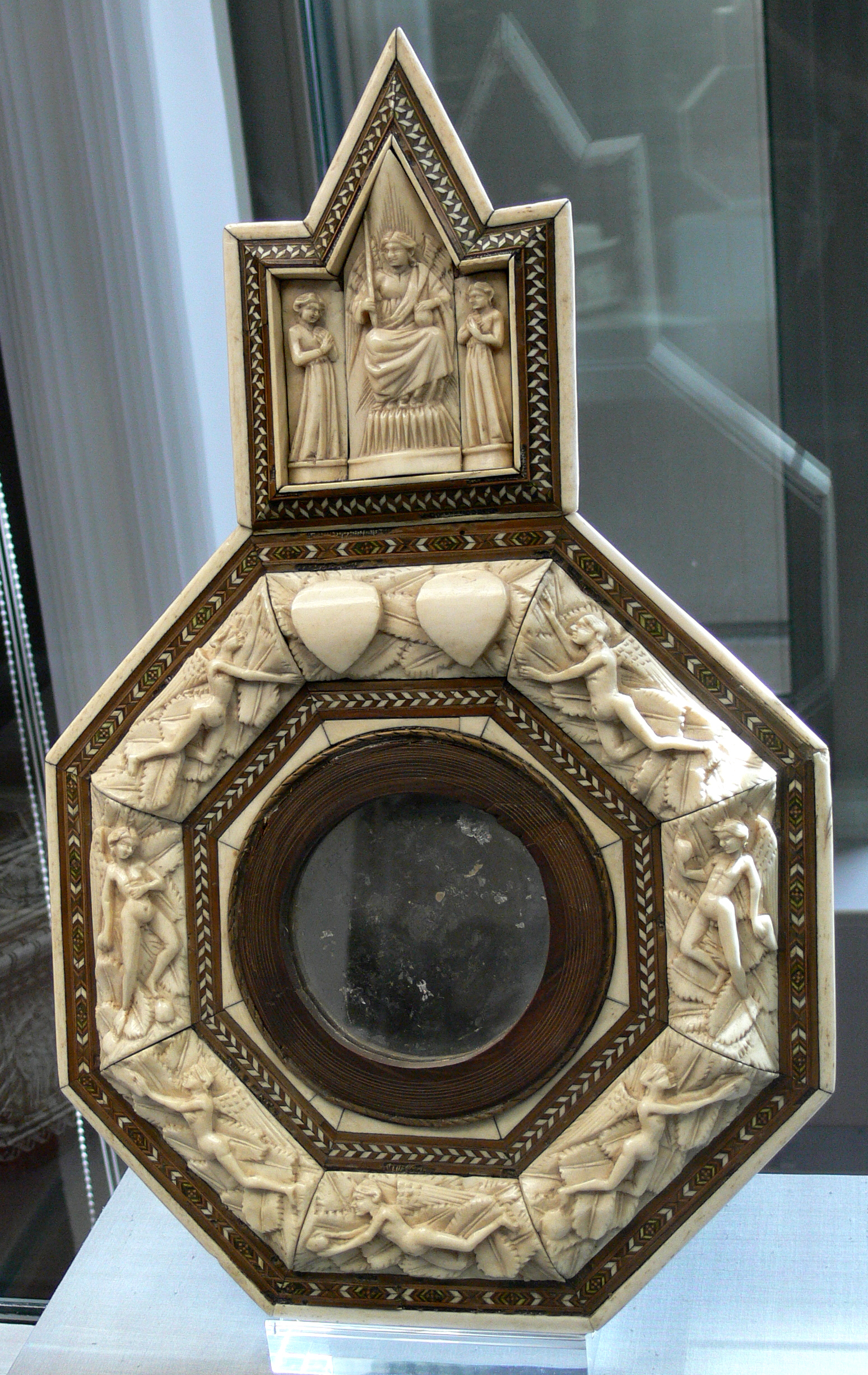
恩布里亞奇工作坊（英语：Embriachi workshop）的哥德式鏡框，15世紀上半葉，柏林装饰艺术博物馆典藏
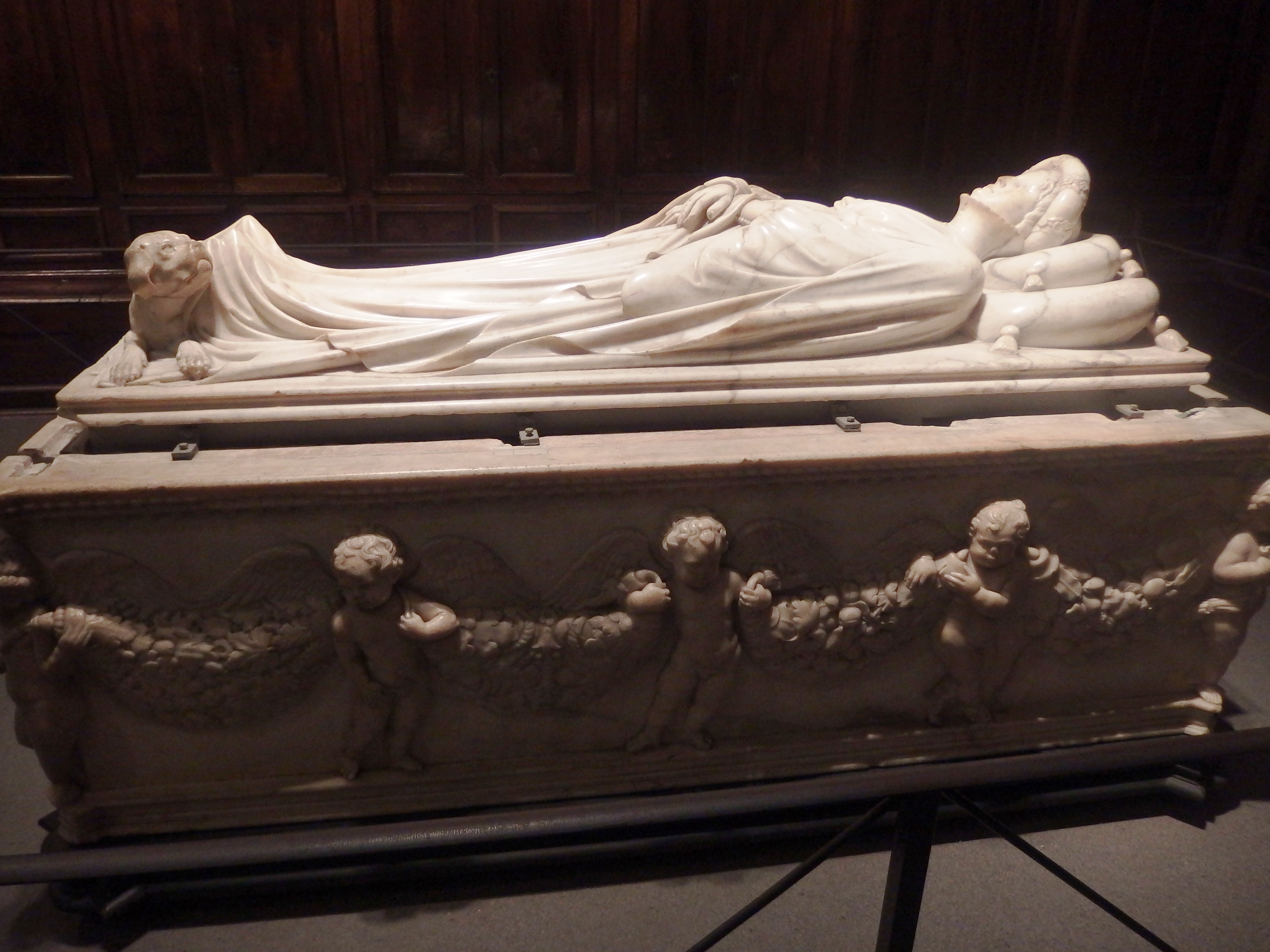
伊拉麗亞·德爾·卡雷托（英语：Ilaria del Carretto）葬禮紀念碑上的裸童，1406-1408年，雅各布·德拉·奎爾恰（英语：Jacopo della Quercia），卢卡主教座堂典藏
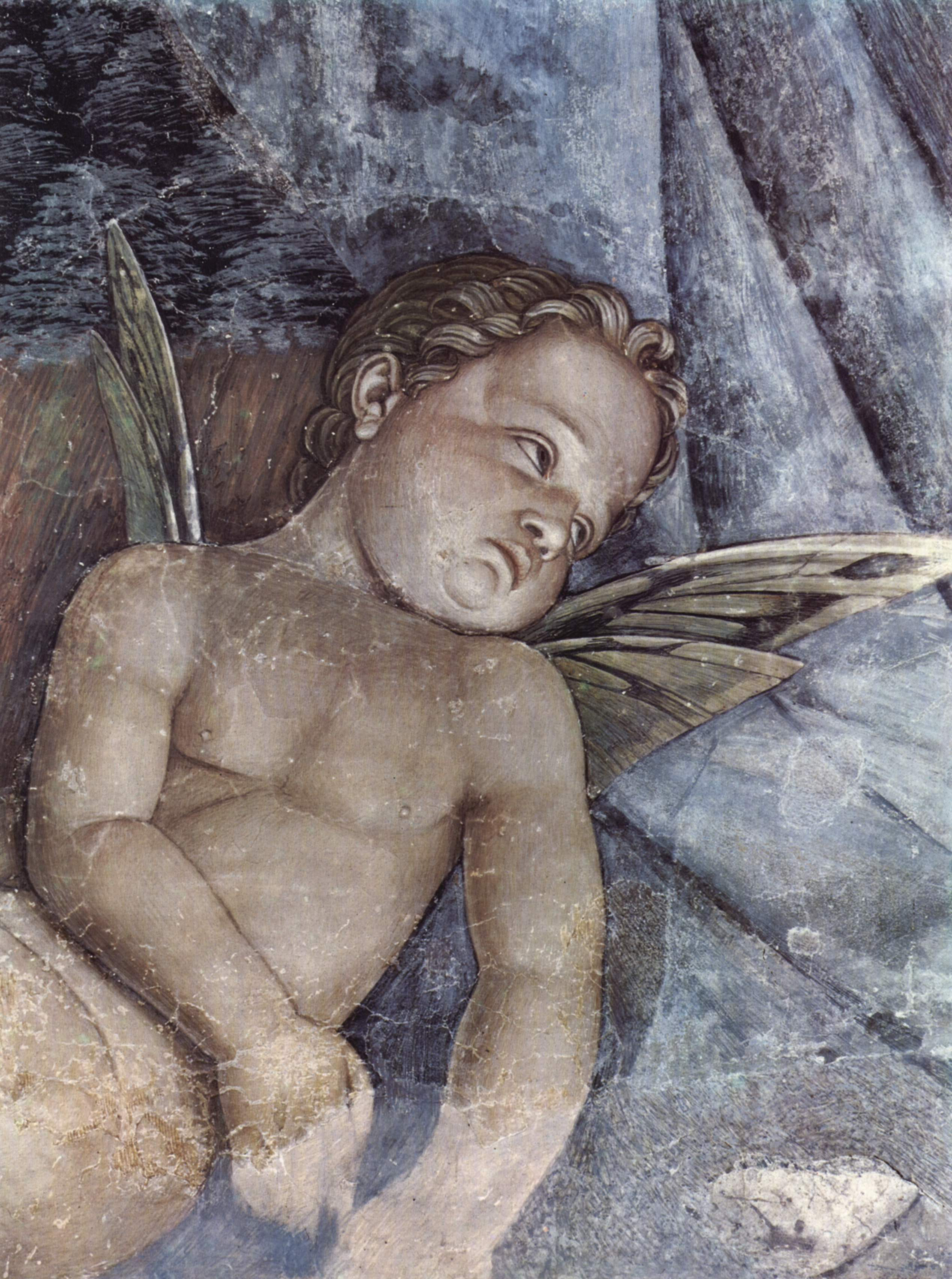
曼圖亞公爵宮的裸童，1474年，安德烈亚·曼特尼亚
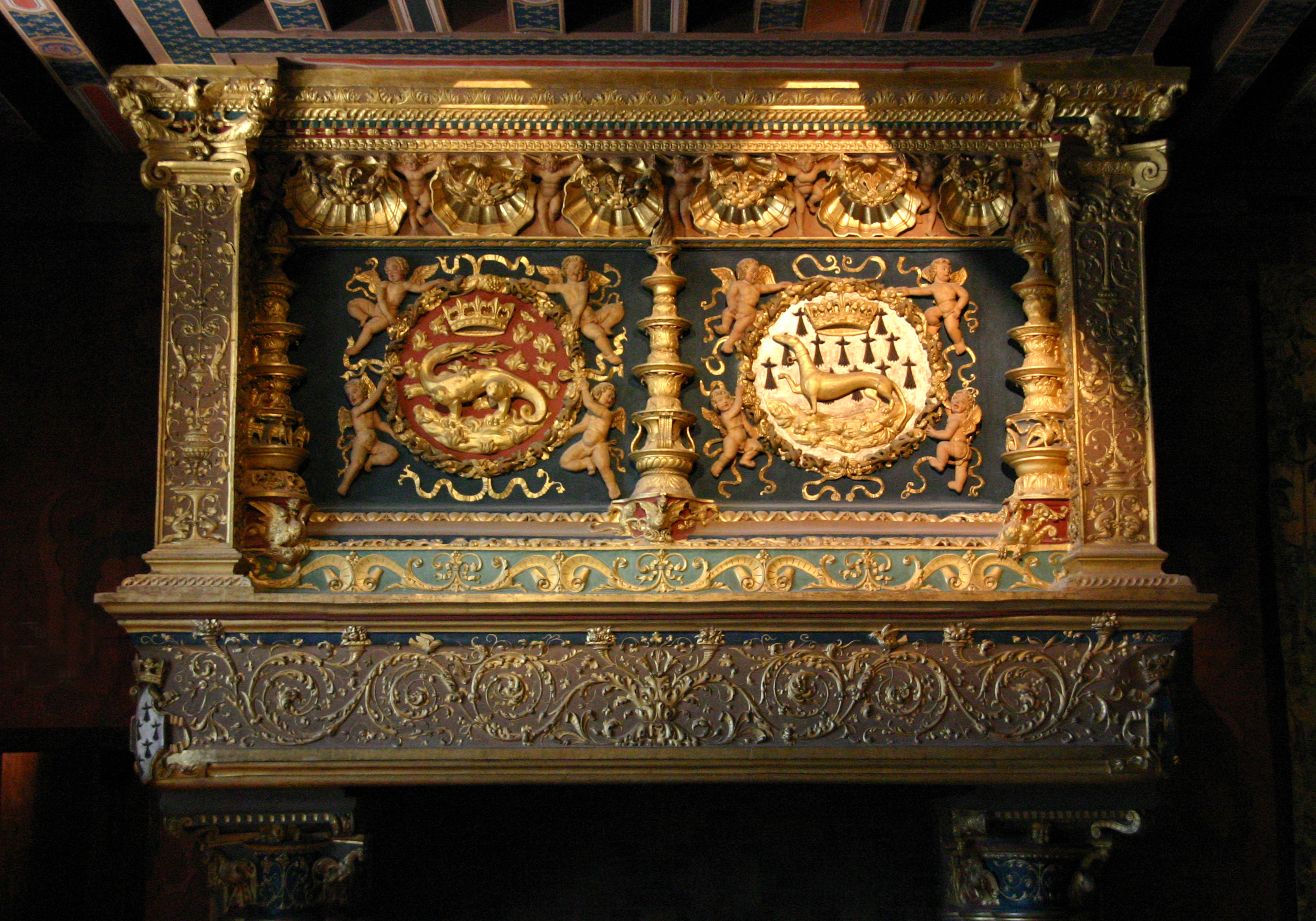
飾有弗朗索瓦一世徽章的壁爐，可見裸童，1515-1524年，布卢瓦城堡典藏
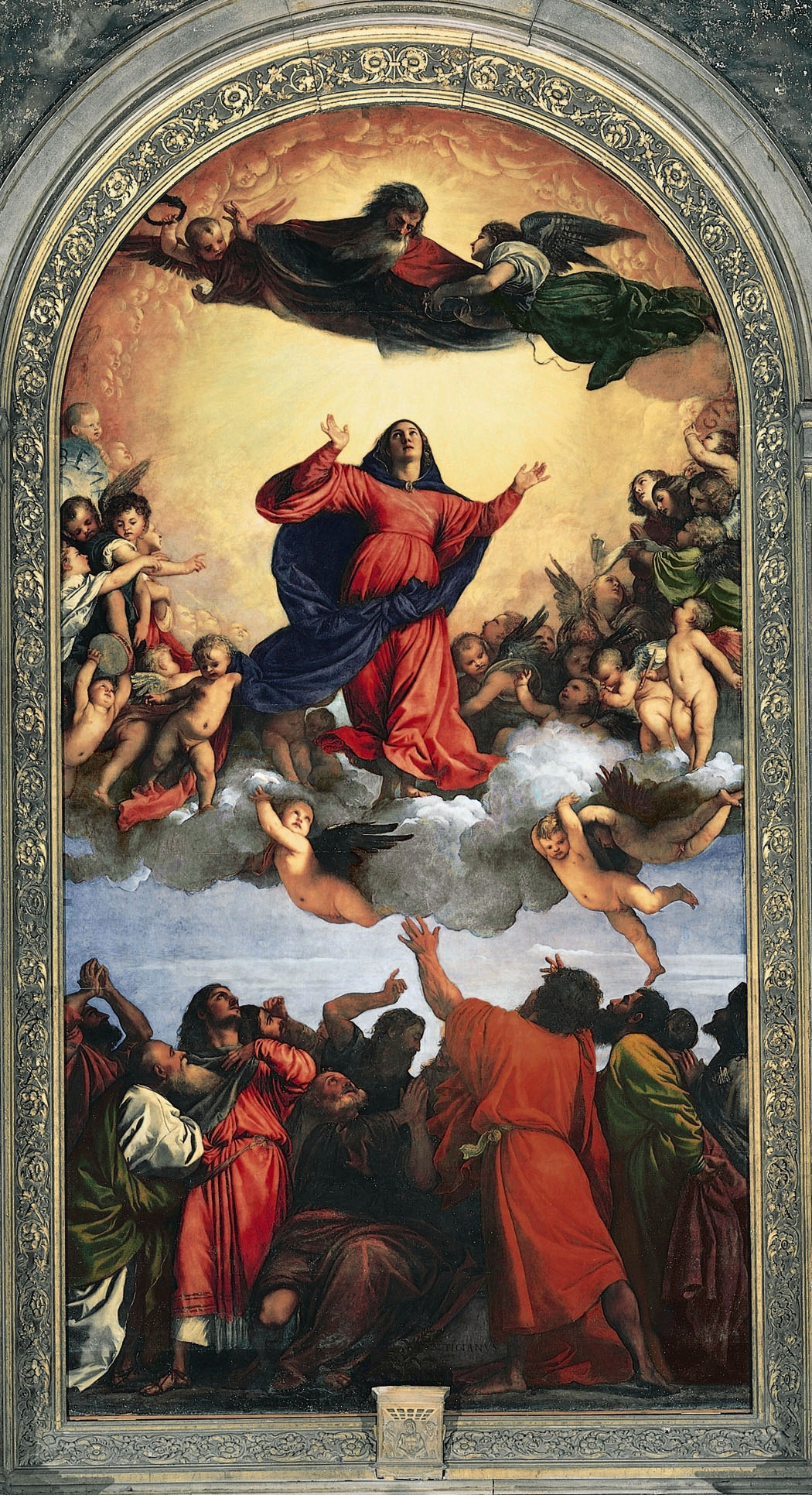
《聖母升天》，1516-1518年，提香，聖方濟會榮耀聖母聖殿典藏
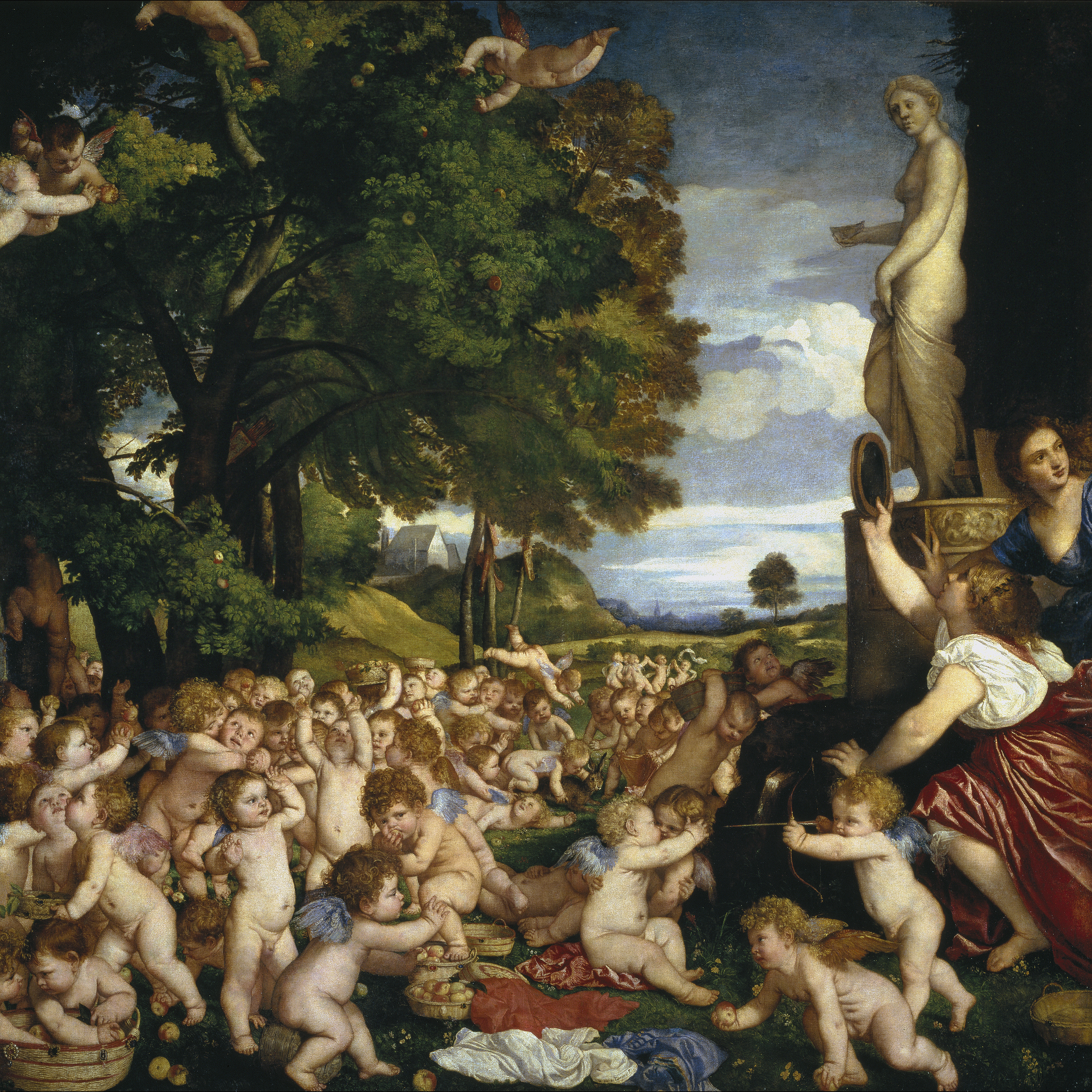
《維納斯的崇拜（英语：The_Worship_of_Venus）》，1518–1519年，提香，普拉多博物馆典藏
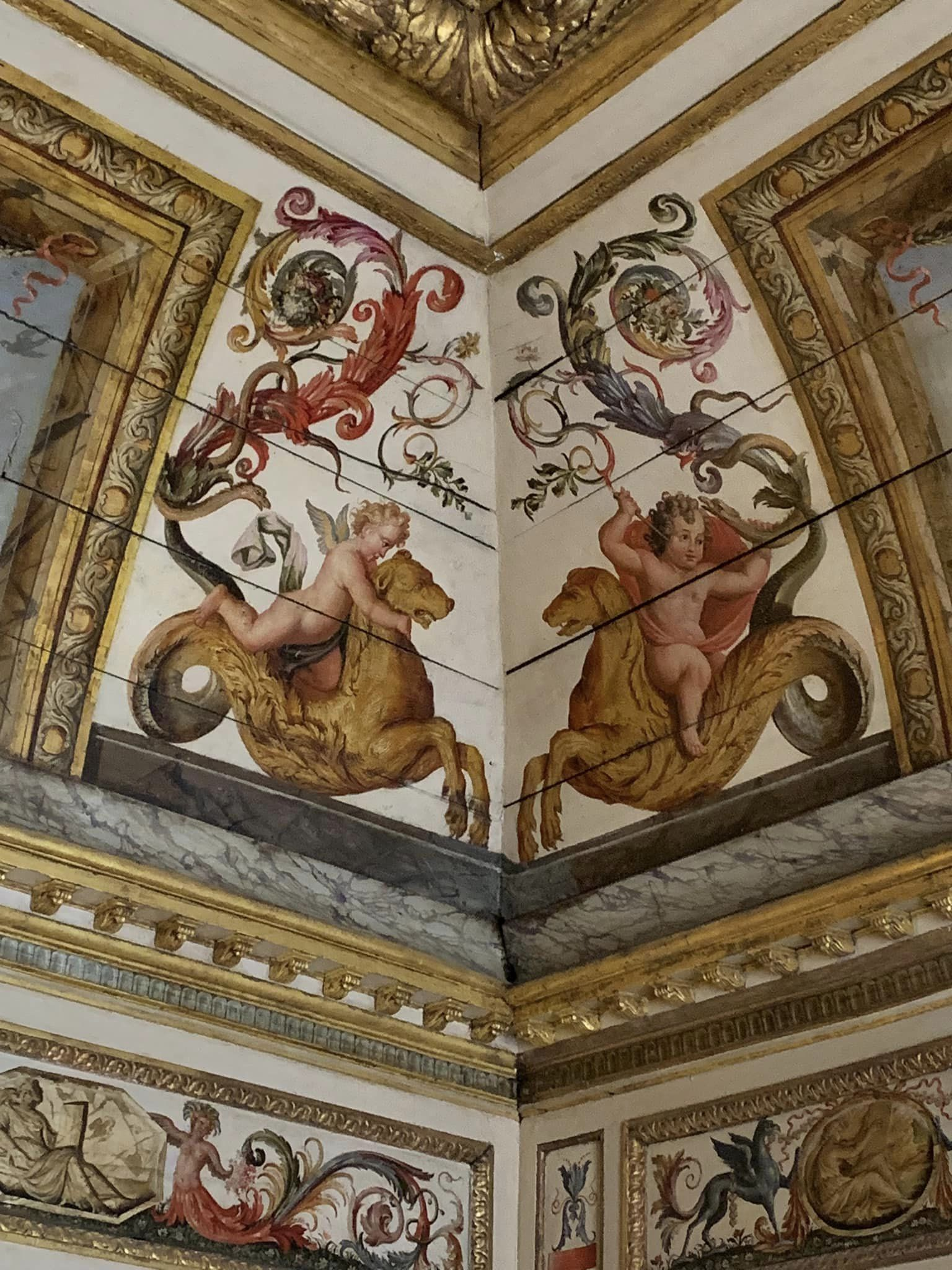
巴洛克風格的裸童，畫於科爾伯特·德·維拉塞爾夫府邸一間房間的鑲板上，1650年，現藏於卡納瓦萊博物館
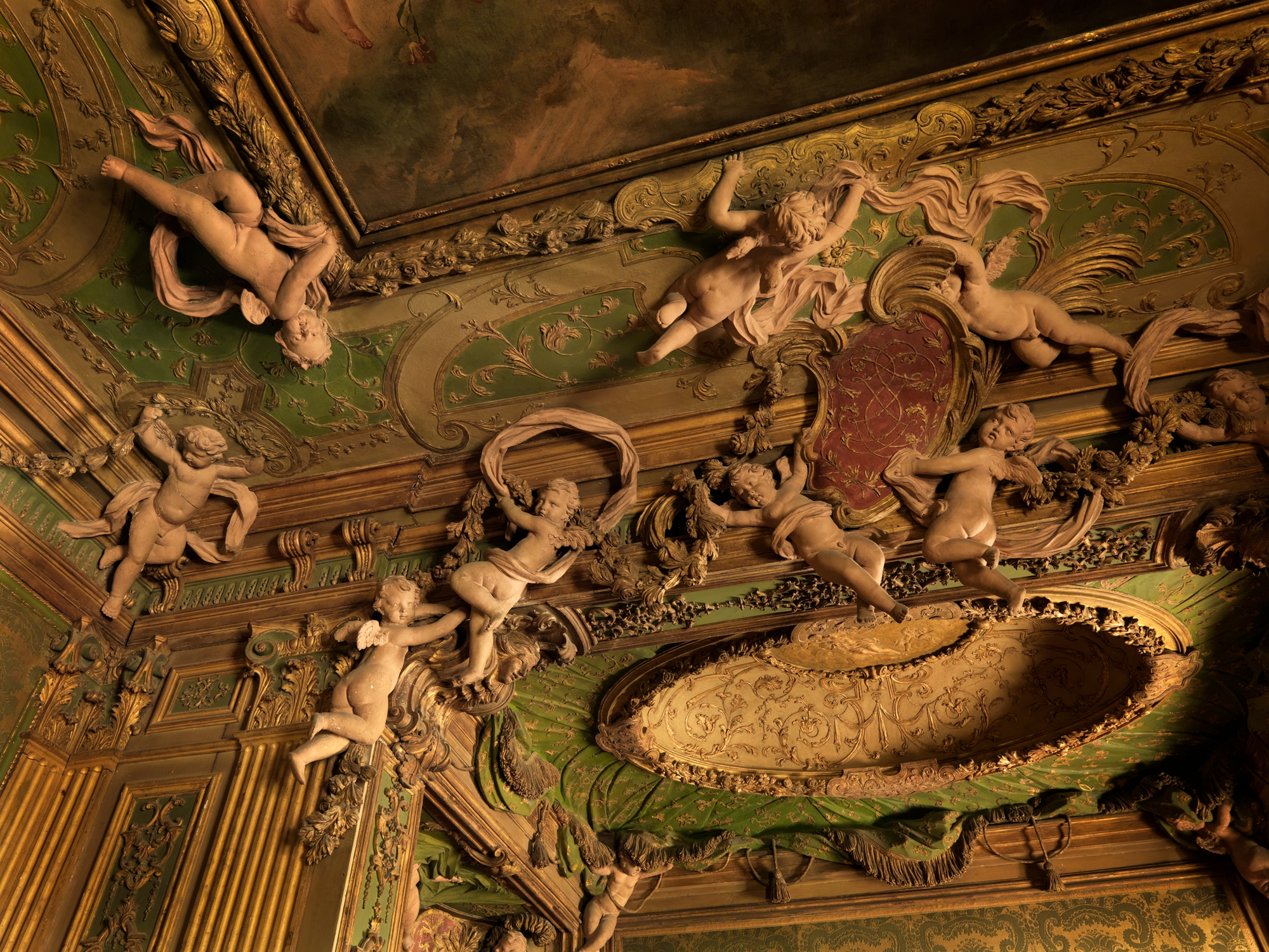
薩格雷多宮（英语：Ca' Sagredo）的洛可可風格臥室，約1720年或之後，卡波弗羅·滕卡拉（英语：Carpoforo Tencalla）和阿本迪烏斯·斯塔提烏斯（義大利語：Abbondio Stazio）設計，大都會藝術博物館典藏
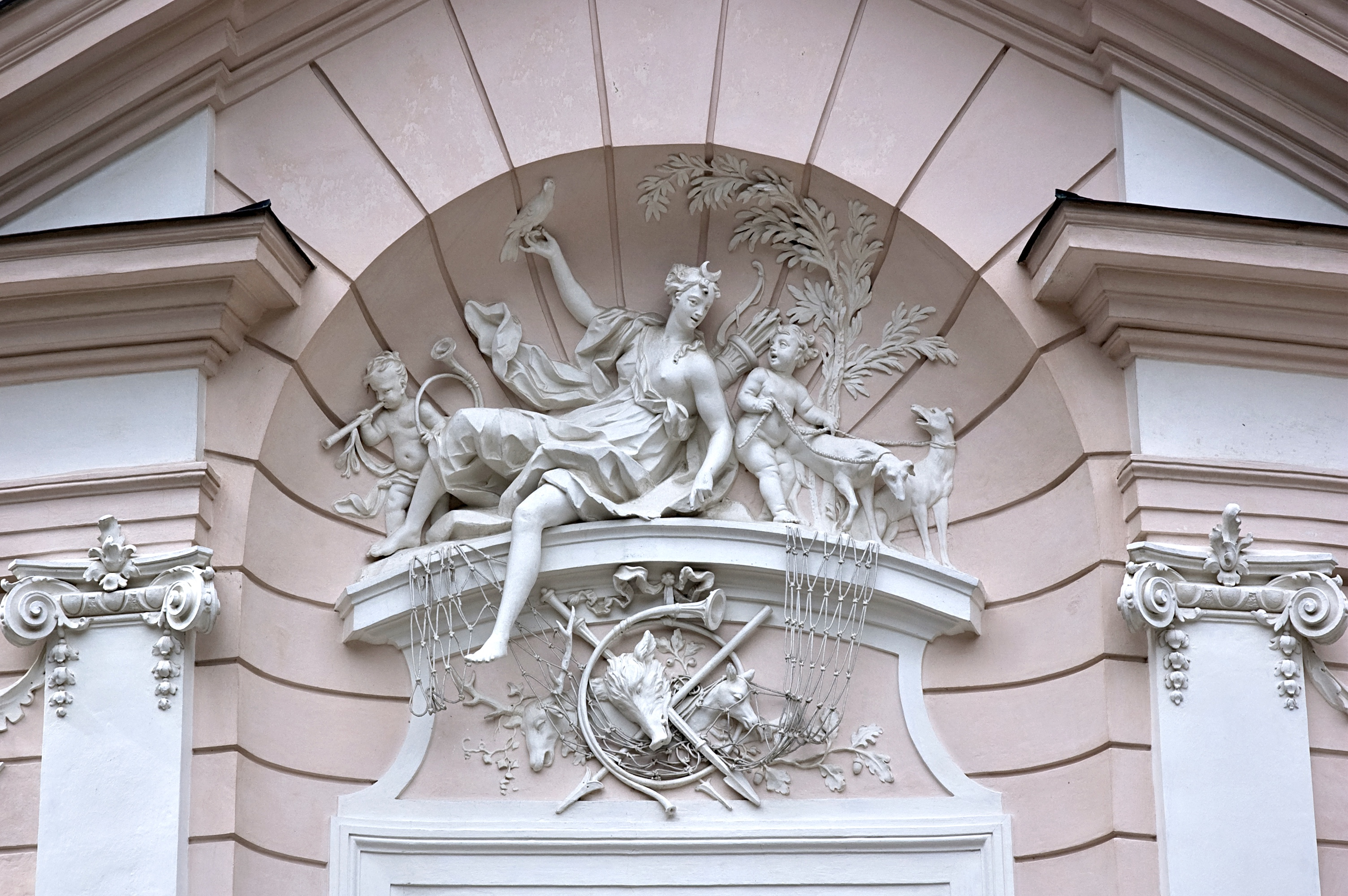
阿美琳堡狩獵小屋（英语：Amalienburg）入口上方的洛可可式浮雕，弗朗索瓦·德·居维利埃，1734–1739年
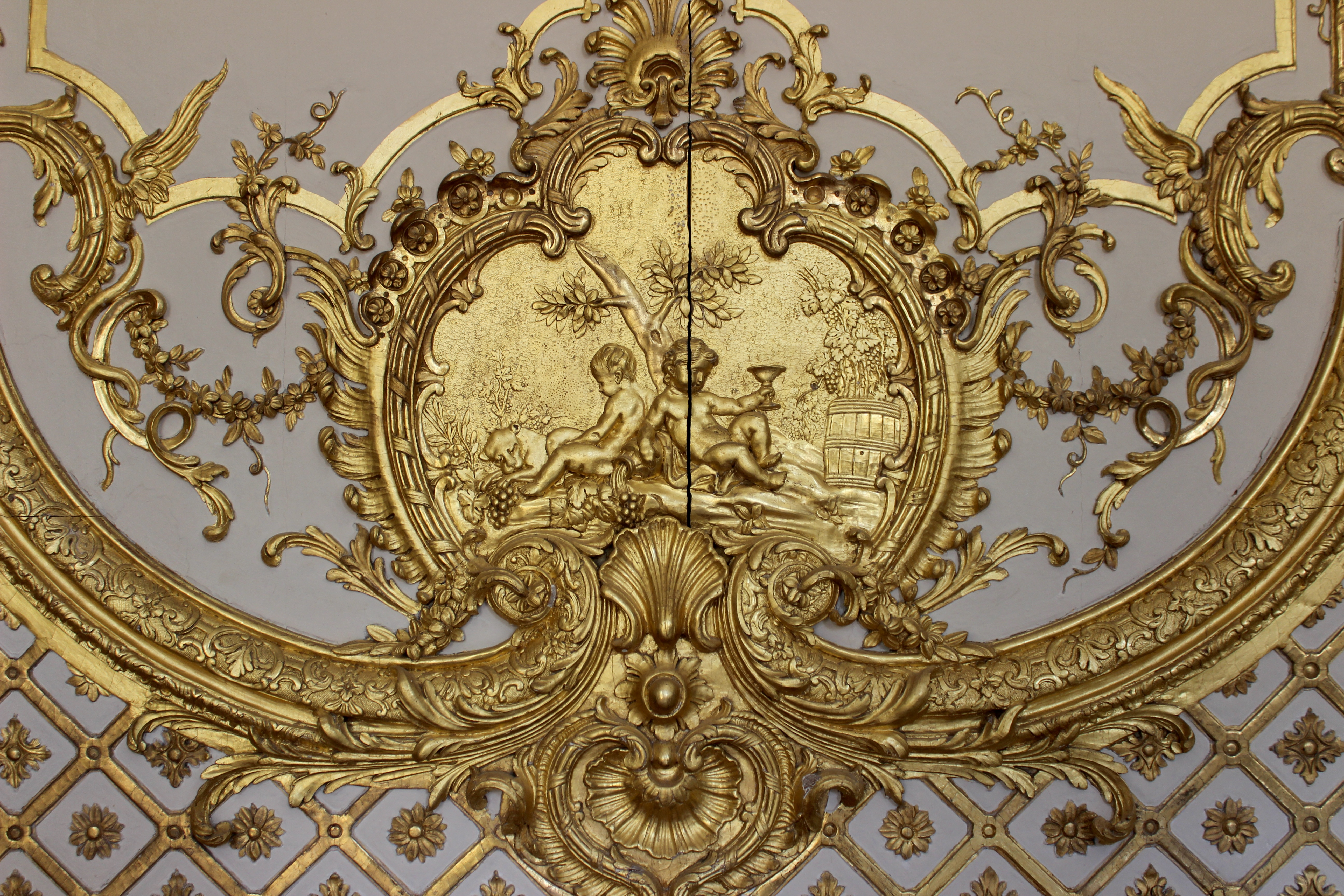
凡爾賽宮鐘擺櫃中的洛可可式渦卷裝飾，1738年，雅克·維爾伯克特
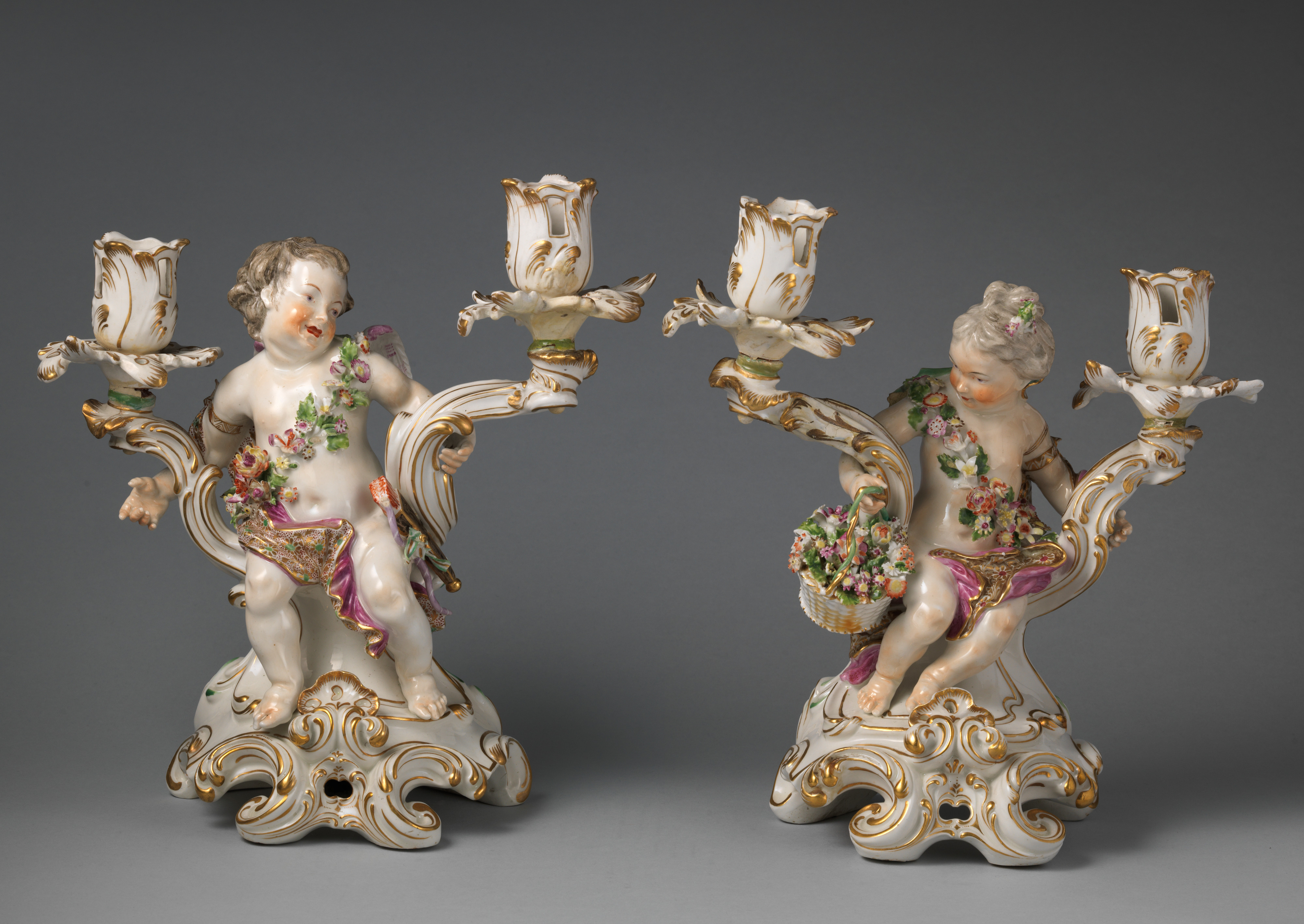
洛可可式燭台，切爾西瓷器廠（英语：Chelsea_porcelain_factory）製造，18世紀，大都會藝術博物館典藏
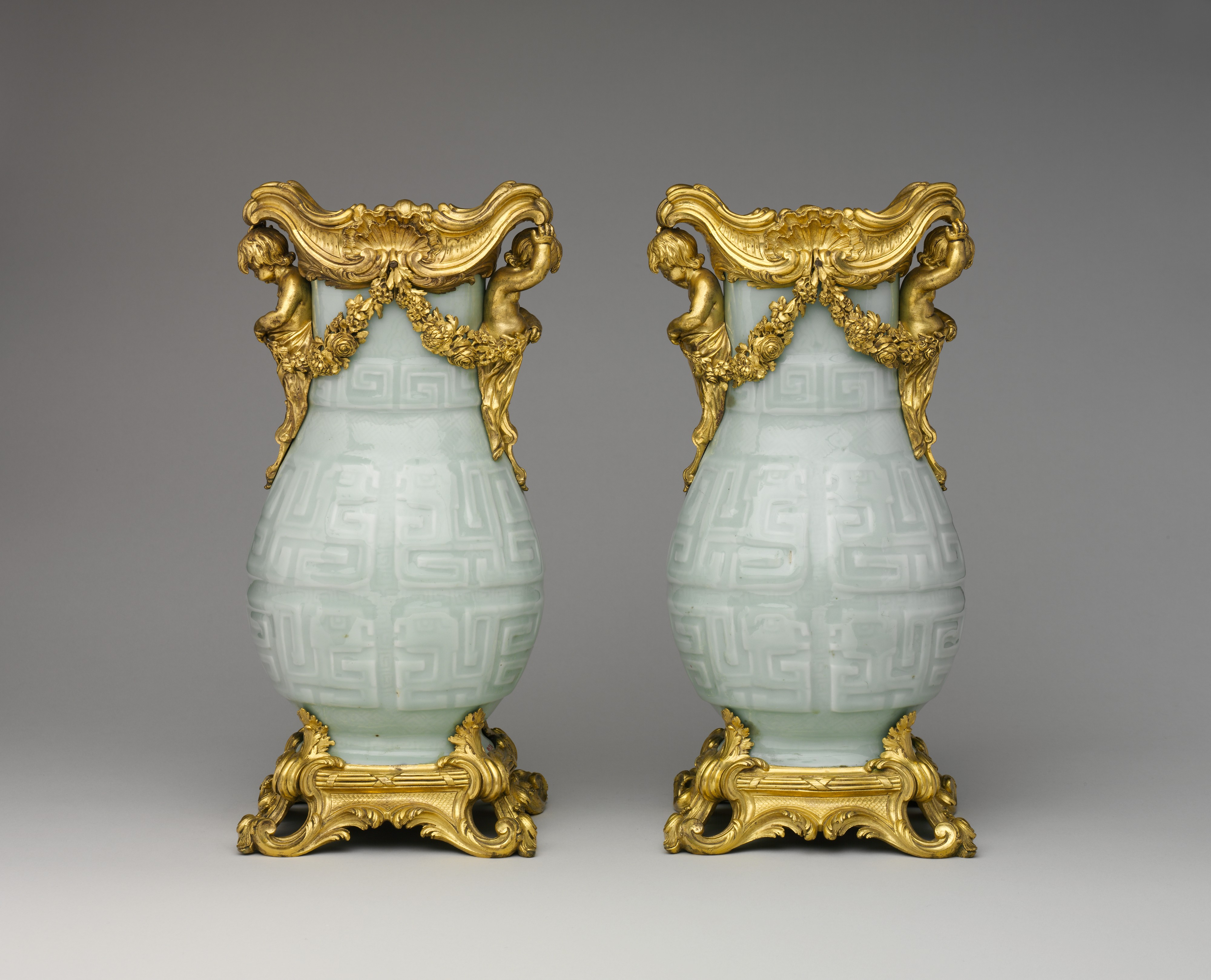
配有洛可可式底座的中國花瓶：18世紀初，底座：1760-1770年，大都會藝術博物館典藏
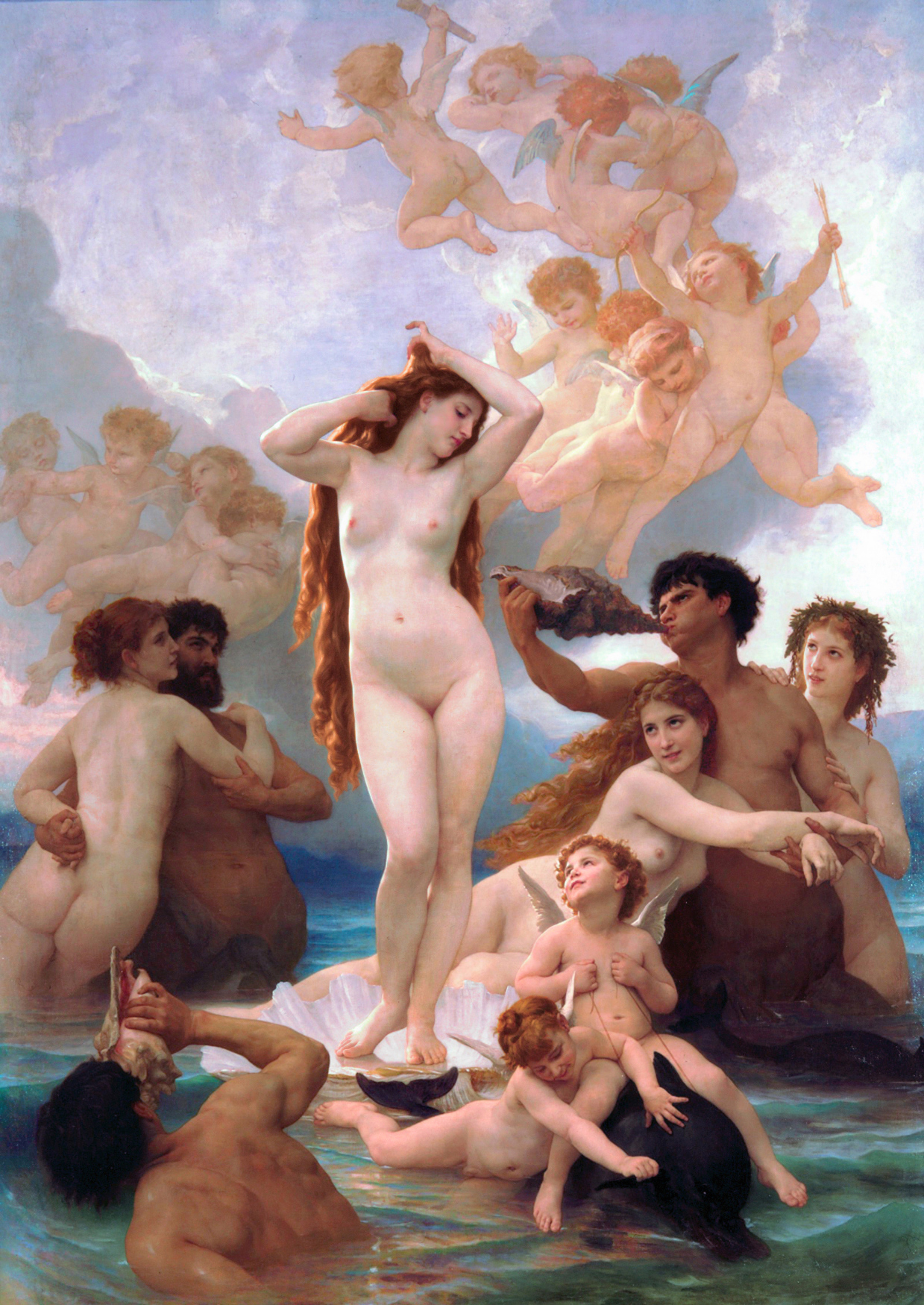
《維納斯的誕生》，1879年，威廉·阿道夫·布格罗，奧賽美術館典藏
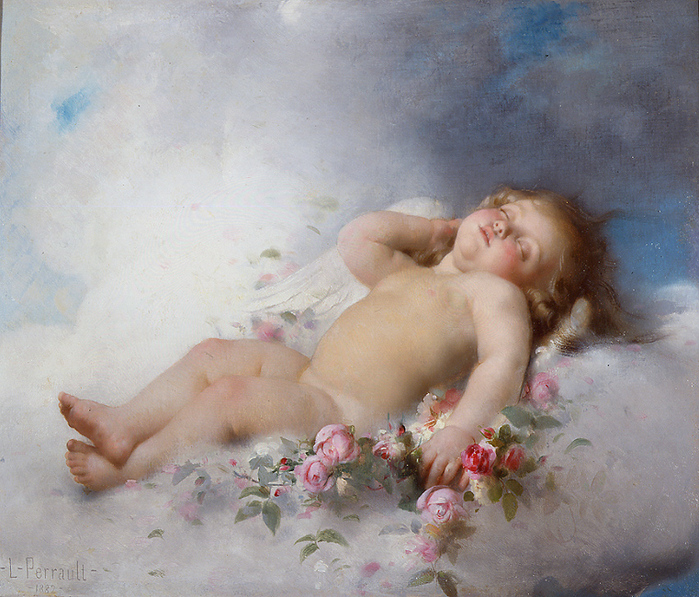
《沉睡的小天使》，1882年，利昂·佩羅（英语：Léon Perrault）
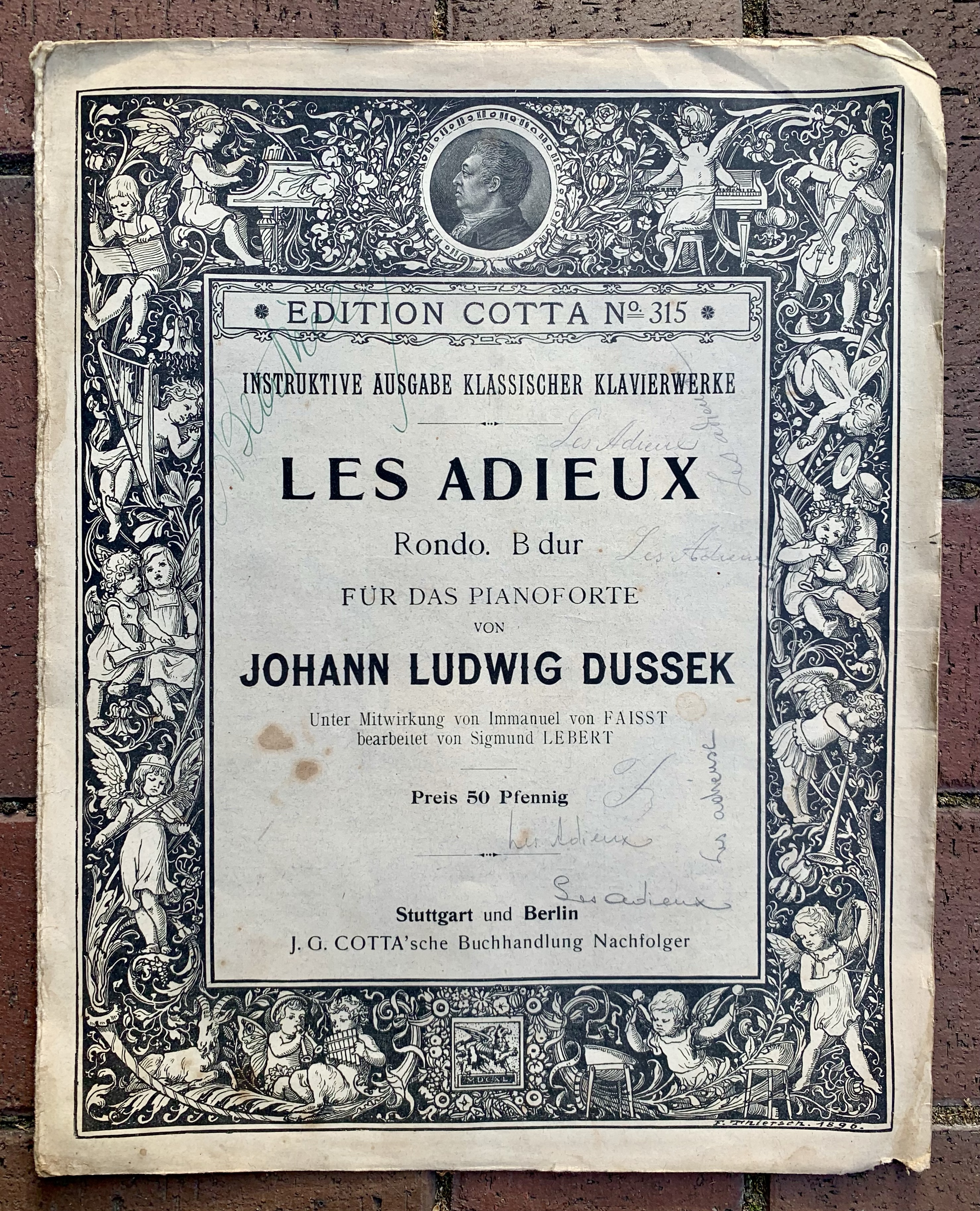
雜誌封面的復興式裸童，1890年，私人收藏
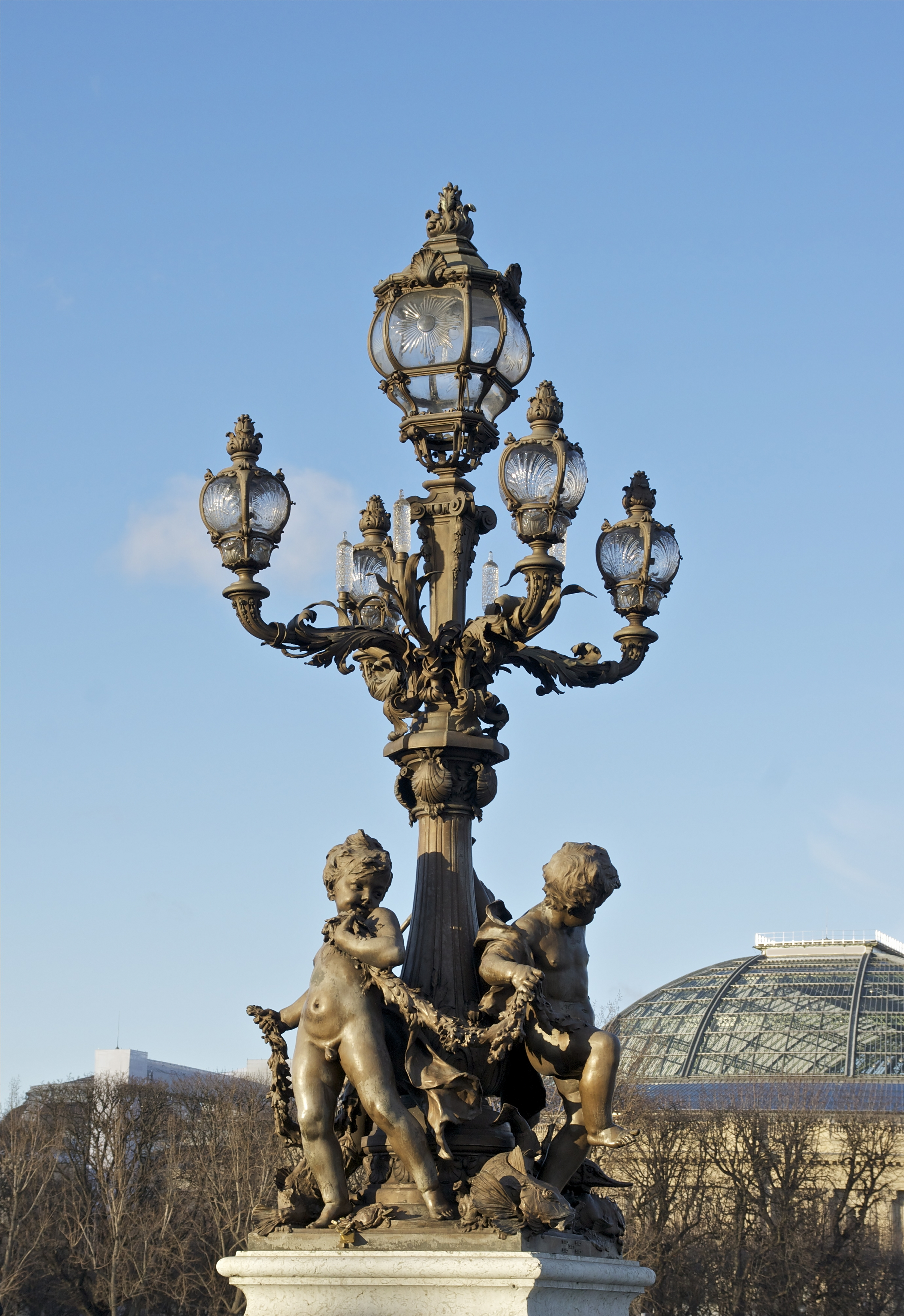
亚历山大三世桥布雜藝術風格路燈與裸童，1896-1900年，亨利·高基耶（法语：Henri_Gauquié）
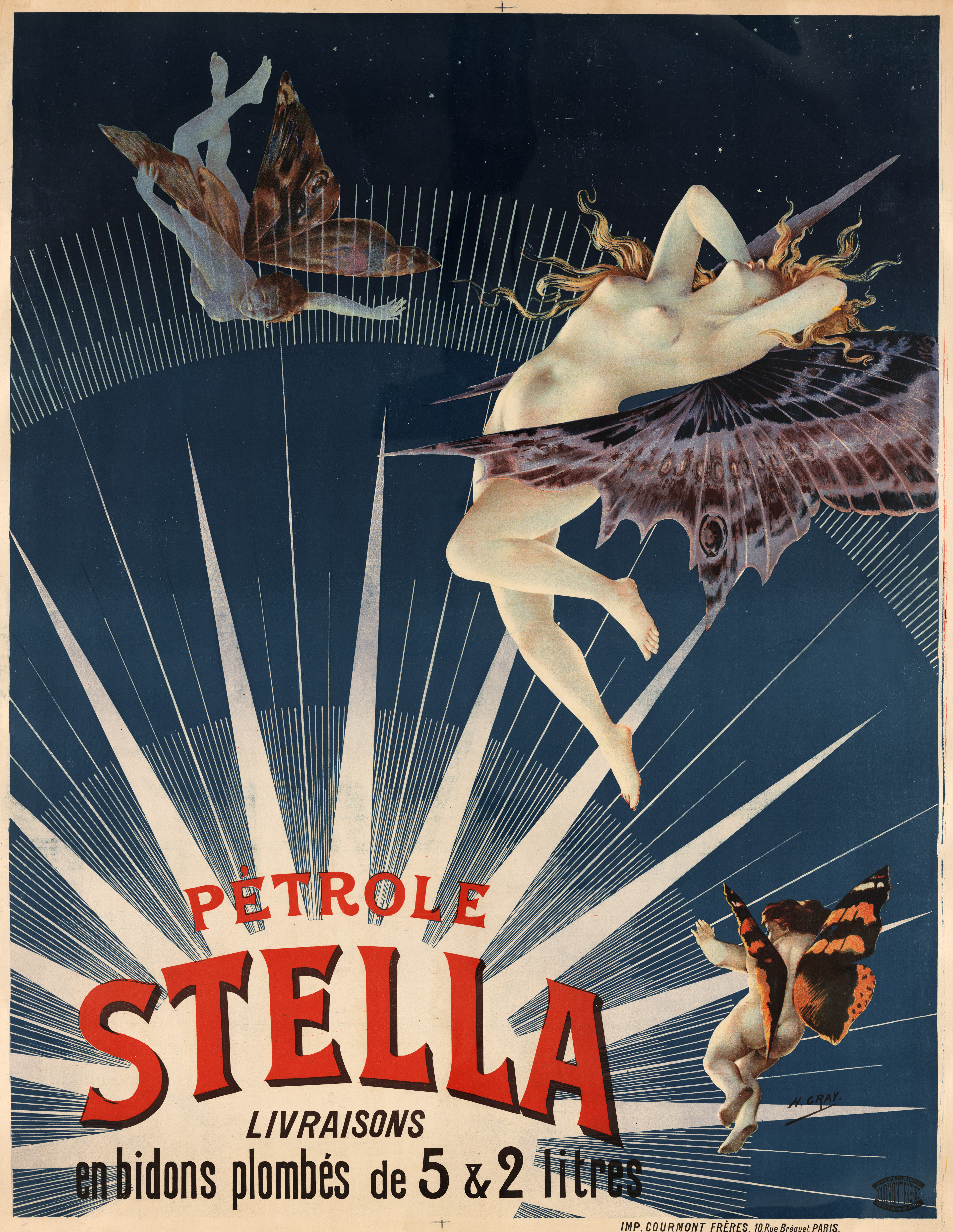
新藝術風格Pétrole Stella廣告海報上的裸童和仙女，1897年，亨利·格雷，國會圖書館典藏

## 另見
- 厄洛特斯
- 撒尿小童（英语：Puer mingens）
- 四童（英语：Four Kumaras）
- 護法童子（英语：Gohō dōji）
- 小恶魔

## 外部連結
- Warburg Institute Iconographic Database (ca 1,400 images of Amoretti in secular contexts)